# 標靶 (電影)
《標靶》（韓語：표적）是一部2014年上映的韓國動作片，翻拍自2010年法國電影，由《考死：血之期中考试》的导演Chang执导，柳承龍、劉俊相、李陣郁、金成鈴、曹如晶及趙恩智主演。影片講述卷入殺人案件的男子和為了救妻子而與他同行的醫生，兩人跟刑警之間36個小時的追緝故事。此片入選了第67屆坎城影展午夜展映單元。

## 演員陣容

### 主要人物
- 柳承龍 饰演 白呂勳
- 劉俊相 饰演 宋班長
- 李陣郁 饰演 李太俊
- 金成鈴 饰演 郑英珠
- 曹如晶 饰演 郑希珠
- 趙恩智 饰演 朴秀真

### 其他人物
- 金大明 饰演 张奎浩
- 张俊宁 饰演 李政秀
- 廉智詠 饰演 刘贤英
- 李賢旭 饰演 赵尚宇
- 赵庆勋 饰演 张弼周
- 金泰焕 饰演 杀手1
- 奇世亨 饰演 杀手2
- 朱硕济 饰演 张镇圣
- 金宗久 饰演 警察署长
- 卞相允 饰演 郑英珠的组员
- 魏楊浩 饰演 彩楼王
- 申谈秀 饰演 醉客
- 韩以珠 饰演 护士
- 李相元 饰演 急救队员1
- 洪承禄 饰演 急救队员2
- 李汉杰 饰演 医院职员1
- 崔貴華 饰演 医院职员2
- 林日圭 饰演 医院管理室职员
- 金光炫 饰演 广域搜查队刑警1
- 白在进 饰演 广域搜查队刑警2

### 友情出演
- 金榮在 饰演 检察官

### 特别出演
- 晉久 饰演 白誠勳

## 奖项荣誉
| 年份   | 颁奖礼               | 奖项         | 入围者   | 结果 |
| ------ | -------------------- | ------------ | -------- | ---- |
| 2015年 | 第35届韩国黄金摄影奖 | 评审团特别奖 | 《標靶》 | 獲獎 |

## 外部連結
- NAVER上《標靶》的資料
- Daum上《標靶》的資料

- 韩国电影数据库（KMDb）上《標靶》的資料
- 互联网电影数据库（IMDb）上《標靶》的资料（英文）
- 豆瓣电影上《標靶》的資料 （简体中文）
- Yahoo奇摩電影上《標靶》的資料（繁體中文）
- 開眼電影網上《標靶》的資料（繁體中文）
- Box Office Mojo上《標靶》的资料（英文）
- 爛番茄上《標靶》的資料（英文）